# Raná (okres Chrudim)
Obec Raná se nachází v okrese Chrudim, kraj Pardubický. Žije zde 375 obyvatel.

## Části obce
- Raná
- Medkovy Kopce
- Oldřetice

## Historie
První písemná zmínka o obci pochází z roku 1349.

## Pamětihodnosti
- Kostel svatého Jakuba

## Osobnosti
- F. X. Mimra (1886–1952) – římskokatolický kněz,v obci působil 30 let. Zemřel na následky věznění v komunistických žalářích.

### Významní rodáci
- Otakar Klapka (1891–1941), právník, politik, pražský primátor
- Václav Sláma (1893–1956), plukovník Čs. armády
- Josef Sláma (1895–1978), medailér, sochař a malíř

## Galerie

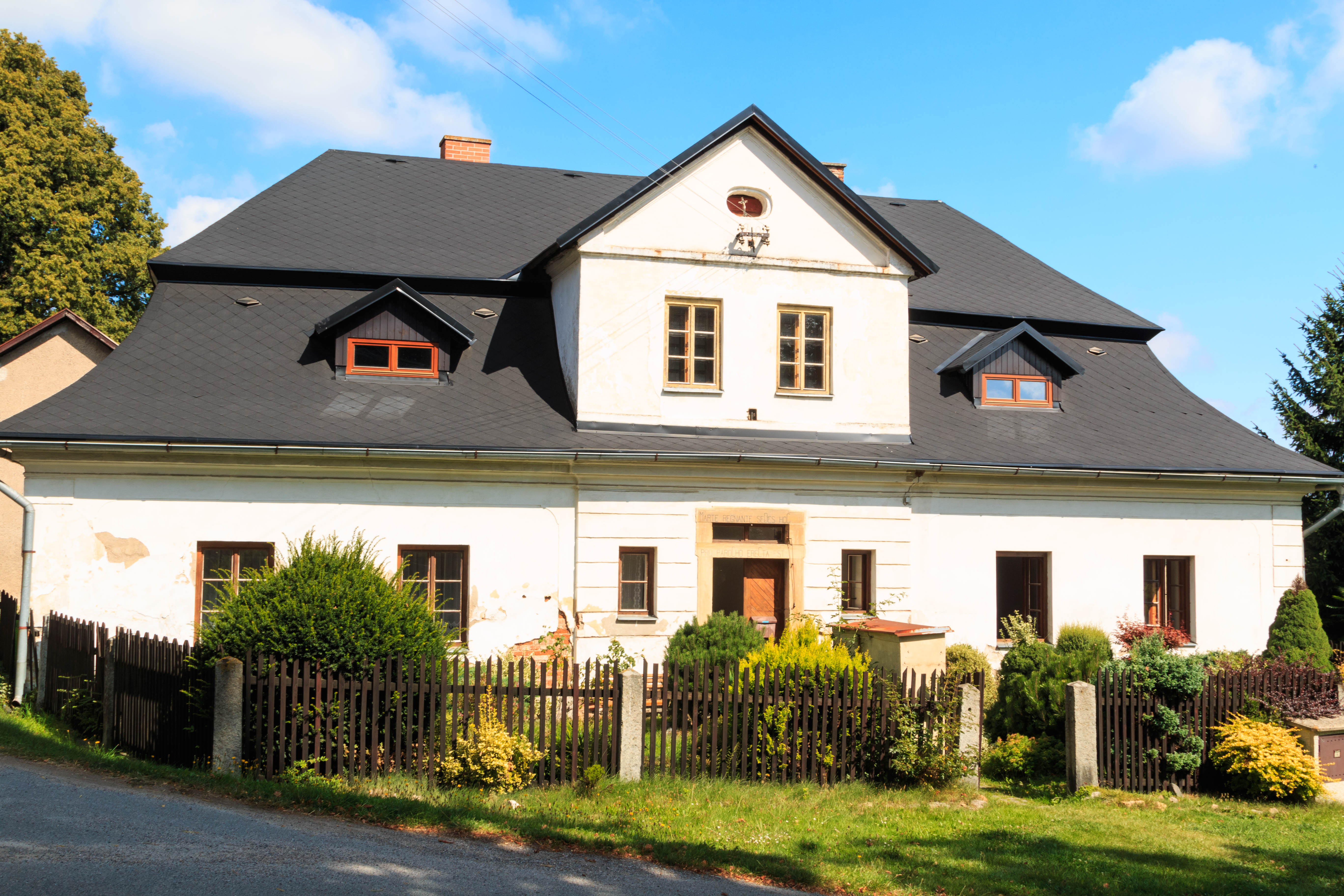
Fara
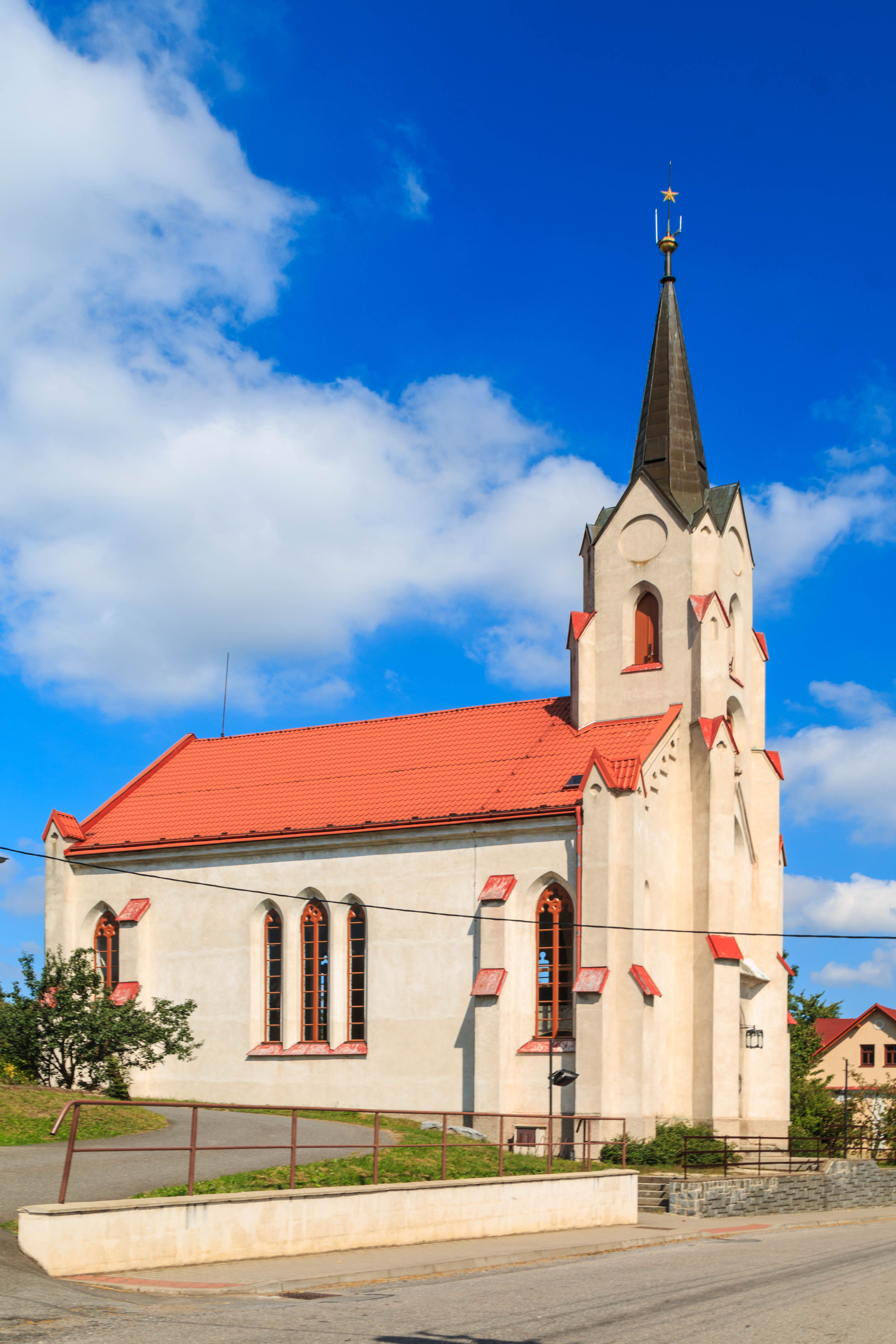
Evangelický kostel
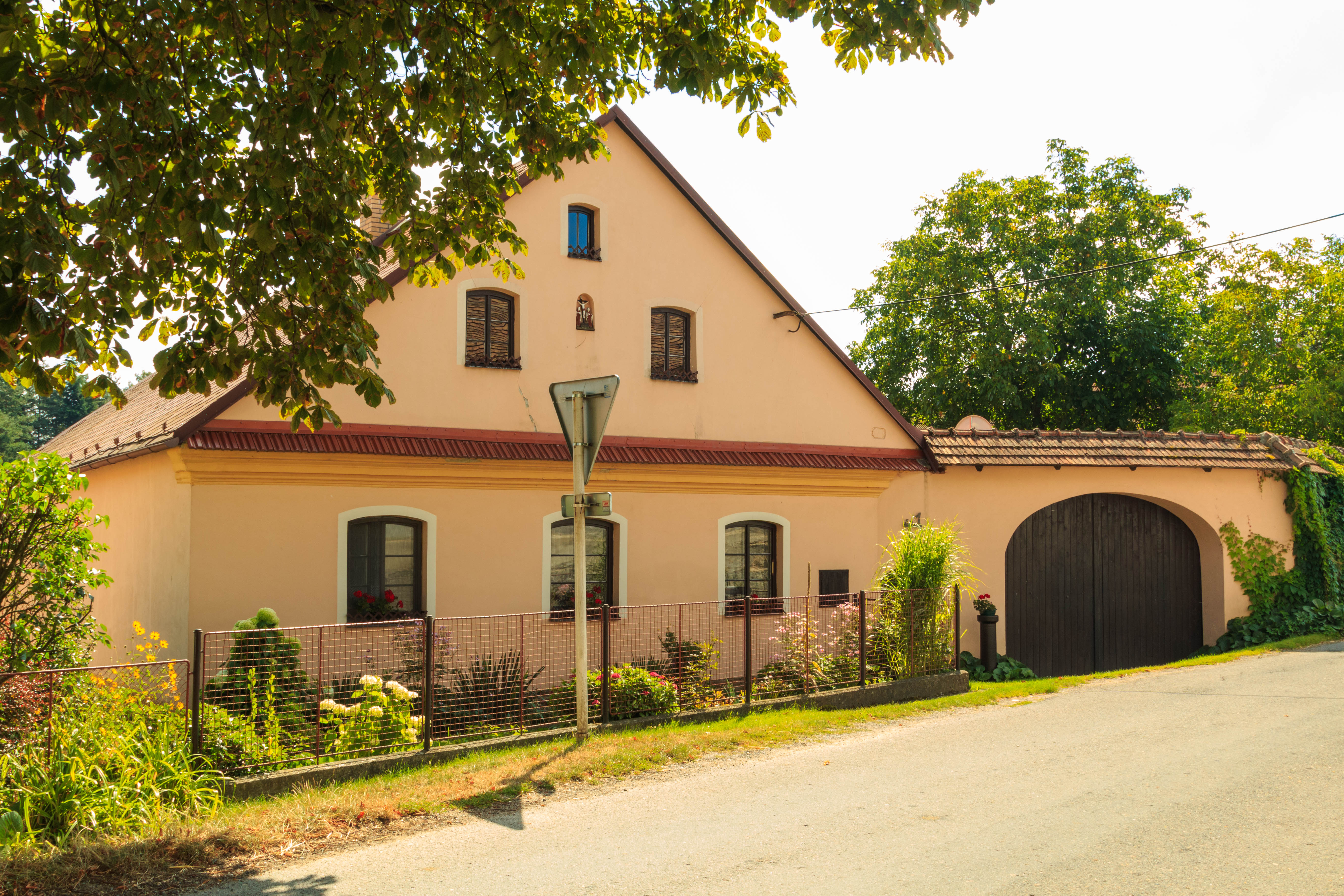
Čp. 1
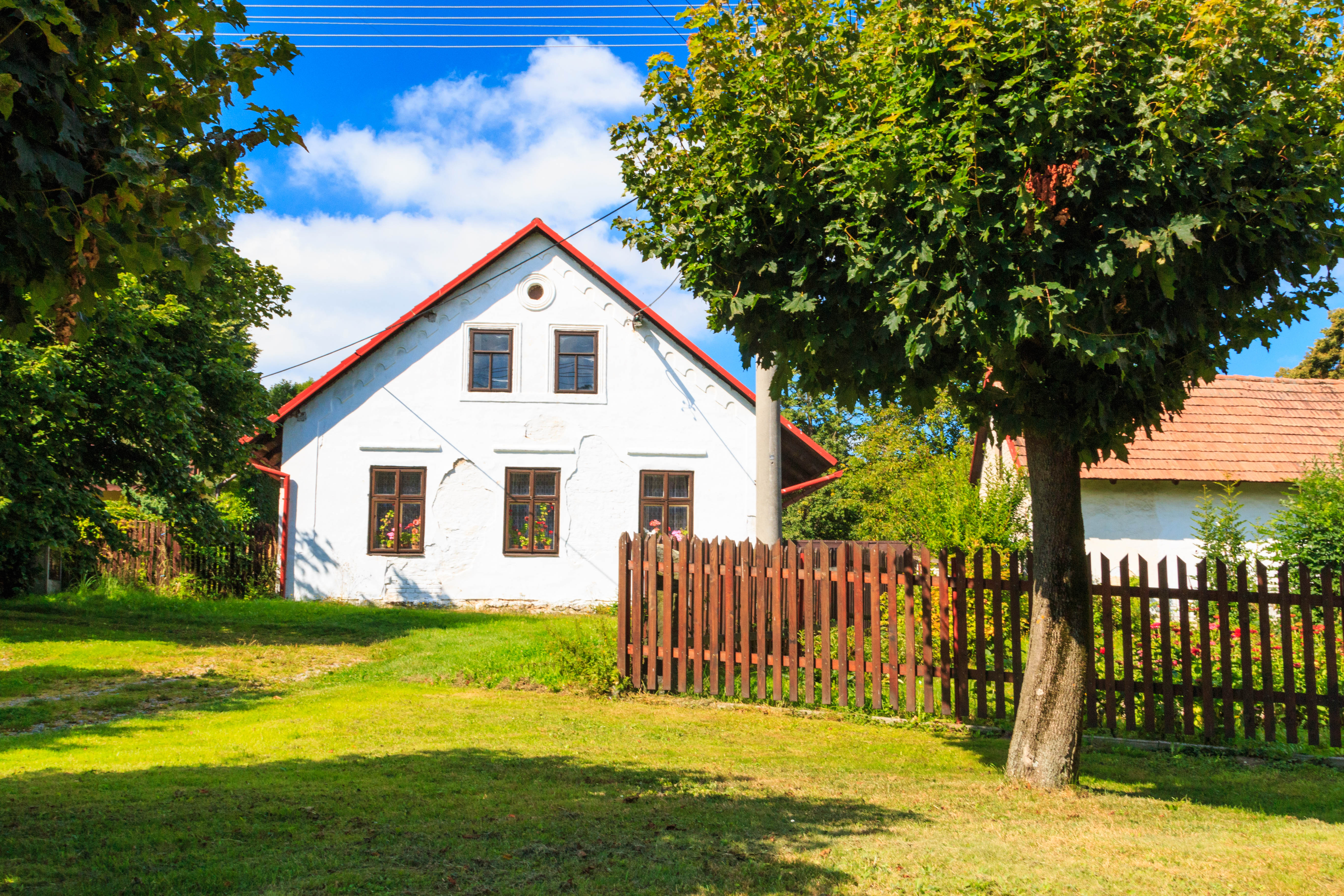
Čp. 21